# Герб Перу
Герб Перу́ — державний символ Перу, прийнятий 25 лютого 1825 року.

## Опис
У центрі гербу зображено геральдичний щит із золотими краями. Щит поділений горизонтальною лінією, а у верхньому полі поділений ще однією вертикальною. На першому полі на світло-блакитному тлі зображена коричнева вікунья, що символізує фауну Перу. Друге поле уособлює флору країни та містить хінне дерево. У нижньому червоному полі зображений золотий ріг достатку, що означає багатство природних ресурсів Перу. Над щитом знаходиться лавровий вінок, а по боках його оточують по два перуанських прапора і штандарта.